# Opel 30/75 PS
La 30/75 PS era un'autovettura di gran lusso prodotta dalla Casa automobilistica tedesca Opel dal 1919 al 1924.

## Profilo e storia
La 30/75 PS fu l'ultima vettura di gran lusso della Casa di Rüsselsheim: andò a riprendere l'eredità lasciatale dalla 29/70 PS, non più in produzione già dalla fine del 1914.
La 30/75 PS sancì la fine delle vetture Opel di gran lusso e lo fece proponendo una vettura dalle soluzioni tecniche assai particolari, se non altro per quanto riguardava il motore: esso era infatti un 6 cilindri in linea, ma che rappresentava di fatto un'evoluzione dei precedenti motori a 4 cilindri con semiblocchi allineati. Se nei motori precedenti ogni semiblocco conteneva una coppia di cilindri, nel caso della 30/75 PS ogni semiblocco conteneva tre cilindri ognuno.
Assieme alla contemporanea 21/55 PS, la 30/75 PS fu la prima Opel a montare un 6 cilindri. La distribuzione era ancora a valvole laterali, mentre la cilindrata era di 7793 cm³, con una potenza massima di 80 CV a 1600 giri/min.
Più tradizionali erano invece gli schemi di trasmissione (con albero a cardano a due giunti, frizione a cono e cambio a 4 marce) e soluzioni telaistiche (telaio a longheroni e traverse in acciaio, sospensioni ad assali rigidi e balestre semiellittiche e freno a nastro sul cambio).
La 30/75 PS fu disponibile in tre varianti di carrozzeria: limousine, torpedo a 7 posti ed una inedita carrozzeria sportiveggiante a 4 posti.
La velocità massima era di 110 km/h.
La 30/75 PS fu tolta di produzione nel 1924.